# 百事可乐蟑螂垫
百事可乐蟑螂垫被日本右翼团体使用。

## 意义
在中心画一些类似百事可乐标志的东西。围绕它画四只蟑螂。使用了具有这种图案的旗帜。这面旗帜类似于韩国国旗。右翼正在踩着这面旗帜。
2013年，右翼卖的贴纸上写着 百事可乐蟑螂垫。在政客大楼出售。
2014年，京都的一所房子被拍卖。一张画有百事可乐蟑螂垫的纸贴在这所房子的墙上。许多房间都贴满了这张纸。